# Бааліш
Бааліш (*д/н — бл. 582 до н. е.) — цар Аммону близько 590—582 років до н. е. Ім'я перекладається як «Баал врятував». Відома його крихітна печатка з коричневого агату з білими смугами. Його ім'я також є в написі, розкопаному в Тель-ель-Умейрі в Йорданії.

## Життєпис
Син або інший родич царя Аммінадаба II. Посів трон близько 590 року до н. е. Спільно з Юдеєю, Едомом та Моавом залишився союзником Єгипту в протистоянні Нововавилонському царству.
У 587 році до н. е. спільно з Моавом і Едомом зазнав поразки від вавилонян. У 586 році до н. е. не зміг надати дієвої допомоги юдейському царю Седекії. Втім надав притулок втікачам з Юдейського царства. Після повернення вавилонського війська до себе нібито відправив Ішмаеля, лідера радикальних юдеїв, для вбивства Годолії, вавилонського намісника Єрусалиму. Бааліш планував оголосили Ішмаеля новим царем Юдеї, оскільки той був з царського роду.
Подальший пербіг подій недостатньо відомий. У 582 році до н. е. Бааліш зазнав остаточної поразки й був повалений. Царську владу в Аммоні було скасовано. замість неї вавилонський цар Навуходоносор II встановив тут своїх намісників.